# 타카치호 하루카
타카치호 하루카(일본어: 高千穂 遙, 1951년 11월 7일 - )는 일본의 소설가, 각본가, 만화 원작자다. 본명은 타케카와 키미요시(竹川公訓)이며 만화 각본가로서는 오다와라 코지(小田原浩二)라는 필명을 사용한다. 
일본 국내에서 처음으로 본격적인 스페이스 오페라(『크러셔 죠』), 영웅 판타지(『미수』)를 쓴 작가로 알려져 있다. 또한 타카치호의 소설들은 호흡이 짧고 쉬운 문장, 캐릭터의 매력에 대한 어필, 그리고 그것을 이미지적으로 보여줄 수 있는 삽화를 갖추었다는 점에서 라이트 노벨의 원류에 해당한다.
아이치현립 나고야니시고등학교, 호세이대학 사회학부 졸업. 고등학교 시절에는 만화가를 지망했다. 대학 재학 중인 1970년에 마츠자키 켄이치를 회장으로 하는 “SF센트럴아트” 창립에 참가했다.
1972년, 유한회사 크리스탈아트 스튜디오(훗날의 스튜디오 누에)를 설립, 초대 대표를 역임하고 애니메이션 기획과 각본을 담당했다. 1795년 대학을 졸업하고 1976년 SF센트럴아트 주최로 제15회 일본SF대회를 개최했다.
1977년 『크러셔 죠: 연대혹성 피잔의 위기』로 작가 데뷔. 1980년 『더티페어의 대모험』으로 성운상 일본 단편부문 수상, 1986년 『더티페어의 대역전』으로 성운상 일본 장편 부문 수상하였다.

## 작품 목록
- 크러셔 죠 시리즈
  1. 연대혹성 피잔의 위기(連帯惑星ピザンの危機), 소노라마문고, 1977년
  2. 격멸! 우주해적의 덫(撃滅!宇宙海賊の罠), 소노라마문고, 1978년
  3. 은하계 최후의 비보(銀河系最後の秘宝), 소노라마문고, 1978년
  4. 암흑사신교의 동굴(暗黒邪神教の洞窟), 소노라마문고, 1978년
  5. 은하제국에의 야망(銀河帝国への野望), 소노라마문고, 1978년
  6. 인면마수의 도전(人面魔獣の挑戦), 소노라마문고, 1979년
  7. 아름다운 마왕(美しき魔王), 소노라마문고, 1983년
  8. 악령도시 쿠쿨(悪霊都市ククル) 상・하, 소노라마문고, 1989-1990년
  9. 웜우드의 환수(ワームウッドの幻獣), 소노라마문고, 2003년
  10. 다이론의 성소녀(ダイロンの聖少女), 소노라마문고, 2005년
  11. 물의 미궁(水の迷宮), 소노라마문고, 2013년
  12. 미신의 광연(美神の狂宴), 소노라마문고, 2015년
  13. 가브리엘의 사냥개(ガブリエルの猟犬), 소노라마문고, 2016년
- 크러셔 죠 시리즈 별권
  1. 무지갯빛 지옥(虹色の地獄), 소노라마문고, 1983년
  2. 도루로이의 폭풍(ドルロイの嵐), 소노라마문고, 1986년
  3. 코왈스키의 대모험(コワルスキーの大冒険), 하야카와문고, 2022년
- 더티페어 시리즈
  1. 더티페어의 대모험(ダーティペアの大冒険), 하야카와쇼보, 1980년
  2. 더티페어의 대역전(ダーティペアの大逆転), 하야카와쇼보, 1985년
  3. 더티페어의 대난전(ダーティペアの大乱戦), 하야카와쇼보, 1987년
  4. 더티페어의 대탈주(ダーティペアの大脱走), 하야카와쇼보, 1993년
  5. 더티페어의 대부활(ダーティペアの大復活), 하야카와쇼보, 2004년
  6. 더티페어의 대정복(ダーティペアの大征服), 하야카와쇼보, 2006년
  7. 더티페어의 대제국(ダーティペアの大帝国), 하야카와쇼보, 2007년
  8. 더티페어의 대도약(ダーティペアの大跳躍), 하야카와쇼보, 2018년
  9. 더티페어 외전: 독재자의 유산(ダーティペア外伝 独裁者の遺産), 하야카와쇼보, 1998년
- 더티페어 플래시 시리즈
  1. 더티페어 플래시: 천사의 우울(ダーティペアFLASH 天使の憂鬱), 하야카와쇼보, 1994년
  2. 더티페어 플래시 2: 천사의 미소(ダーティペアFLASH 2 天使の微笑), 하야카와쇼보, 1997년
  3. 더티페어 플래시 3: 천사의 악희(ダーティペアFLASH 3 天使の悪戯), 하야카와문고, 1999년
- 신권 이취룡 시리즈
  1. 야광주마성(夜光珠魔城), 카도카와스니커문고 1997년
  2. 키안의 성배(キーアンの聖杯), 카도카와스니커문고 1997년
  3. 무정곡애가(無情谷哀歌), 카도카와스니커문고 1998년
  4. 장미의 마녀(薔薇の魔女), 카도카와스니커문고 1998년
  5. 려인잡기단(麗人雑技団), 카도카와스니커문고 1999년
  6. 은하최강전설: 탐랑편(銀河最強伝説 貪狼篇), 카도카와스니커문고 1997년
  7. 은하최강전설: 불사조편(銀河最強伝説 不死鳥篇), 카도카와스니커문고 1999년
  8. 은하최강전설: 사갈편(銀河最強伝説 蛇蝎篇), 카도카와스니커문고 2000년
- 이형삼국지 시리즈
  - 누아르가 장군!?(NORIEが将軍!?) 1〜2, 후지미판타지아문고
  - 가모스의 마검(ガモスの魔剣) 1〜3, 후지미판타지아문고
- 운반책 샘 시리즈
  1. 은하번외지, 토쿠마문고→하루키문고 1980년
  2. 성수의 탑, 토쿠마문고→하루키문고 1983년
- 흉전사 아이 시리즈
  1. 흉전사 아이(凶戦士 愛), 실업지일본사죠이노벨→카도카와문고 1990년
  2. 흉전사 아이 Part 2: 모살교단(凶戦士 愛 PART2 謀殺教団), 실업지일본사죠이노벨→카도카와문고 1990년
- 암흑권성전 시리즈
  1. 어둠의 패왕(闇の覇王), 상전사논노벨 1988년
  2. 침묵의 패왕(沈黙の覇王), 상전사논노벨 1990년
  3. 환영의 패왕(幻影の覇王), 상전사논노벨 1995년
- 더 드래곤쿵푸 시리즈
  1. 눈뜬 자는 용(目覚めし者は竜), 토쿠마문고→하루키문고, 1986년
  2. 마도신화(魔道神話) 1〜3, 토쿠마노벨스→하루키문고, 1986년-1990년
- 늑대들의 광야(狼たちの曠野), 하야카와쇼보→집영사문고, 1981년
- 이세계의 용사(異世界の勇士), 츠루쇼보SF베스트셀러즈→토쿠마문고, 1979년
- 미수: 신들의 전사(美獣 -神々の戦士-) 상・하, 집영사→집영사문고, 1985년
- 황금의 아보로(黄金のアポロ), 카도카와서점→카도카와문고, 1985년
- 여름・바람・라이더(夏・風・ライダー) 상・하, 카도카와문고, 1986년
- 힐클라이머(ヒルクライマー), 소학관→소학관문고, 2009년
- 경륜탐정 유라치: 여류만화가 살인사건(ケイリン探偵ゆらち 女流漫画家殺人事件), 소학관문고, 2014년
- 페달링 하이(ペダリング・ハイ), 소학관→소학관문고, 2017년
- 그랑프리(グランプリ), 하야카와문고JA, 2017년